# Riverfrogs de Louisville
Les Riverfrogs de Louisville sont une franchise professionnelle de hockey sur glace d'Amérique du Nord qui a évolué dans l'ECHL. L'équipe était basée à Louisville dans l'État du Kentucky aux États-Unis.

## Historique
La franchise est créée en 1995 et évolue trois saisons en ECHL. En 1998, elle déménage pour devenir les Matadors de Miami. Pendant ses trois saisons d'existence, l'équipe est entraînée par Warren Young. Elle est affiliée aux Thoroughblades du Kentucky de la Ligue américaine de hockey de 1996 à 1998, aux Sharks de San José pendant la même période et aux Islanders de New York en 1997-1998, ces deux dernières franchises jouant dans la Ligue nationale de hockey.

## Statistiques
| No | Saison    | PJ | V  | D  | DTB | BP  | BC  | Pts | Classement                    | Séries éliminatoires    |
| -- | --------- | -- | -- | -- | --- | --- | --- | --- | ----------------------------- | ----------------------- |
| 1  | 1995-1996 | 70 | 39 | 24 | 7   | 266 | 237 | 85  | 3e place, division Nord       | Défaite au premier tour |
| 2  | 1996-1997 | 70 | 29 | 31 | 10  | 234 | 290 | 68  | 7e place, division Nord       | Non qualifiés           |
| 3  | 1997-1998 | 70 | 32 | 31 | 7   | 228 | 257 | 71  | 6e place, division Nord-Ouest | Non qualifiés           |